# 夜玫瑰 (电影)
《夜玫瑰》（英語：Evening of Roses），导演和编剧都是胡玥，主演林心如、钟汉良、马天宇。该片改编自蔡智恒的作品《夜玫瑰》。

## 剧情
该片讲述离家到北京工作的水利工程师“柯智宏”和深居简出的寂寞女孩“叶梅桂”两人之间的爱情故事。

## 演出
- 林心如 出演 叶梅桂
- 钟汉良 出演 柯智宏
- 马天宇 出演 蓝和彦
- 黄橙橙 出演 学姐
- 刘奕丹 出演 艾玉兰

## 花絮
该片上映的前三天一共才20万人民币，林心如被冠之以“票房毒药”的称号。
对于饰演一个内向的女子，林心如说自己是一个外向的女子。

## 外部連結
- 互联网电影数据库（IMDb）上《夜玫瑰》的资料（英文）
- 香港影庫上《夜玫瑰》的資料（繁體中文）
- 豆瓣电影上《夜玫瑰》的資料 （简体中文）
- 时光网上《夜玫瑰》的資料（简体中文）